# ALCO PA
Az ALCO PA egy az amerikai ALCO és az General Electric gyár által gyártott (A1A)'(A1A)' tengelyelrendezésű dízel-elektromos mozdony sorozat. A mozdonyhoz készült B egység az ALCO PB.